# John Rutsey
John Rutsey (ur. 23 lipca 1952, zm. 11 maja 2008) – kanadyjski perkusista, założyciel i członek grupy Rush w latach 1969–1974. Grał na debiutanckim albumie formacji Rush (1974). Jego następcą w zespole został Neil Peart.